# Rutilus
Rutilus – rodzaj słodkowodnych i dwuśrodowiskowych ryb z rodziny karpiowatych (Cyprinidae).

## Klasyfikacja
Gatunki zaliczane do tego rodzaju:
- Rutilus aula
- Rutilus aula
- Rutilus basak
- Rutilus caspicus – wobła kaspijska[3], wobła[3], płoć kaspijska[4]
- Rutilus frisii – wyrozub[3]
- Rutilus heckelii – tarań[3]
- Rutilus kutum – kutum[3], kotum[5]
- Rutilus meidingerii – białopiór[6]
- Rutilus ohridanus
- Rutilus panosi
- Rutilus pigus – płoć alpejska[7]
- Rutilus prespensis
- Rutilus rubilio – płoć adriatycka[8]
- Rutilus rutilus – płoć[3], płotka[9]
- Rutilus virgo
- Rutilus ylikiensis

Gatunkiem typowym jest Cyprinus rutilus (R. rutilus).

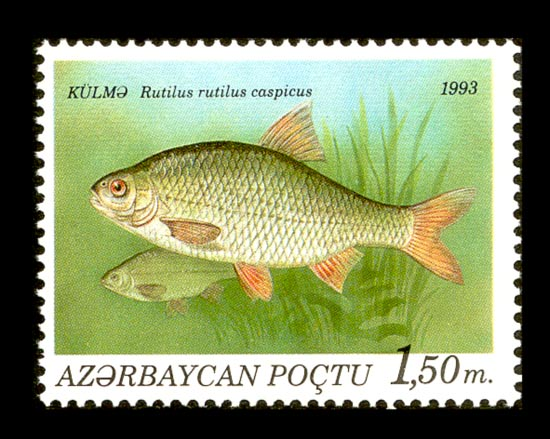
Rutilus caspicus
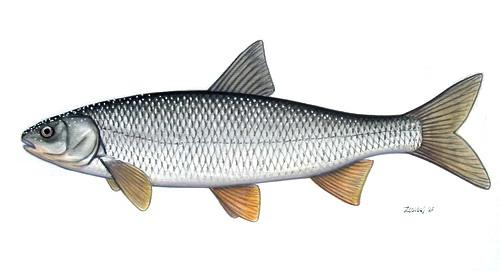
Rutilus frisii
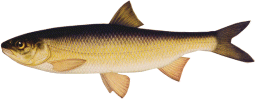
Rutilus kutum
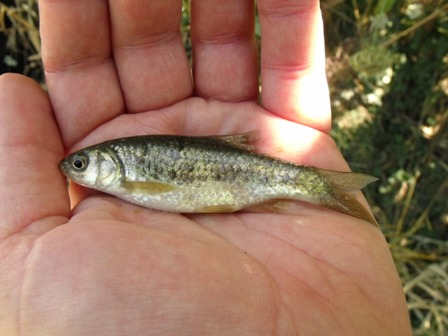
Rutilus rubilio
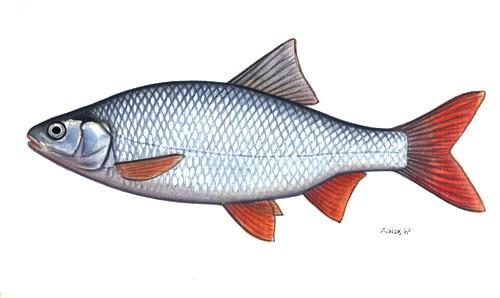
Rutilus virgo